# Helen Beim
Helen Beim (født 24. april 1943 i København) er en dansk politiker, der tidligere har været medlem af Folketinget og Roskilde Amtsråd og nu er byrådsmedlem i Roskilde Kommune, valgt for Socialdemokraterne.
Beim blev matematisk student fra Efterslægtselskabets Skole i 1962 og blev uddannet lærer fra Københavns Dag- og Aftenseminarium i 1968. Hun arbejdede som lærer ved Kirkebjerg Skole i Vanløse fra 1966 og ved Margretheskolen i Gundsømagle fra 1974.
Den politiske karriere begyndte som medlem af kommunalbestyrelsen i Gundsø i 1978. Helen Beim var formand for kommunens tekniske udvalg fra 1981-1985 og for socialudvalget 1986-1988. Hun blev opstillet til Folketinget i Roskildekredsen i 1984, og ved folketingsvalget 8. september 1987 blev hun valgt. Hun var medlem af Folketinget frem til 20. november 2001, hvor hun blev valgt til Roskilde Amtsråd. Siden november 2005 har hun været medlem af Roskilde Byråd.